# 豚乳

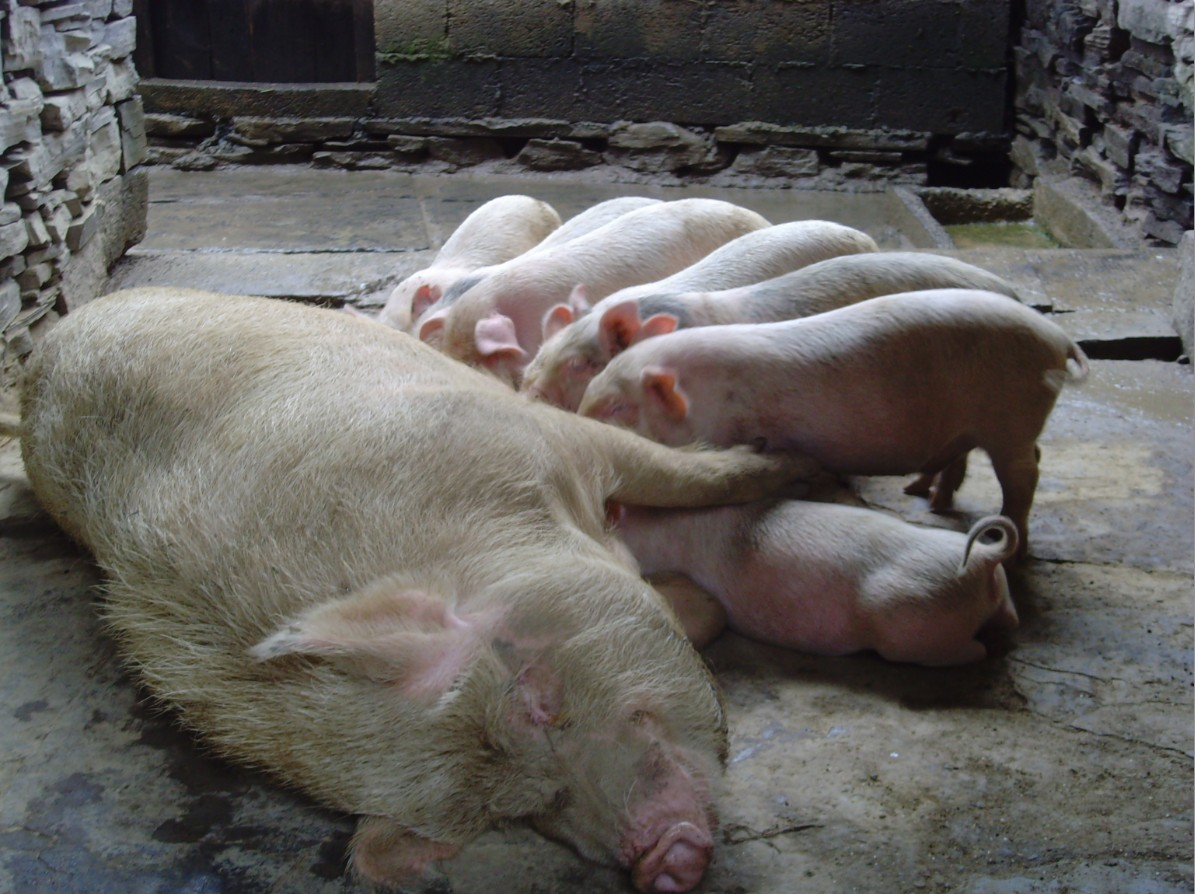
豚乳を飲む子豚

豚乳(Pig milk)は、ブタの乳であり、主に子豚によって消費される。牛乳と比較すると、初乳の組成は似ている。高タンパク質の餌を食べたブタは、そうでないブタよりも多くの乳を生産する。乳の生産量は、乳離れ前後の子豚の体重を推定するのにも用いられてきた。

## 人による利用
豚からの搾乳は難しいと考えられている。豚は、8-10個の小さな乳首を持ち、それぞれが少量の乳を出す。また、雌豚自体が搾乳を嫌がり、人が存在すると怯えて攻撃的になる。豚乳の味は、「獣臭い」とされる。

### チーズ
豚乳から作ったチーズは、豚乳の風味が濃縮され強くなると言われる。料理人のエドワード・リーは、豚乳からリコッタチーズを作り、「美味しい」と記述している。

## 健康
エグリントン伯爵夫人のスザンナ・モンゴメリーは、豚乳で洗顔した後にそれを飲んでいた。彼女はこれが体型や顔色の維持に役立つと信じていて、この美容法を周りに勧めていた。

## 関連文献
- Tao, Nannan; (et al.) (2011年4月28日). “Structural Determination and Daily Variations of Porcine Milk Oligosaccharides”.  Journal of Agricultural and Food Chemistry. 2014年10月20日閲覧。 Digital object identifier 10.1021/jf100398u
- Chen, Ting; (et al.) (2014年2月5日). “Exploration of microRNAs in porcine milk exosomes”.  BMC Genomics. 2014年10月20日閲覧。 DOI 10.1186/1471-2164-15-100
- Ogawa, Shohei; (et al,) (2014年4月). “Shotgun proteomic analysis of porcine colostrum and mature milk”. Volume 85, Issue 4.  Animal Science Journal. pp. 440–448. 2014年10月20日閲覧。 DOI 10.1111/asj.12165